# Ersboda

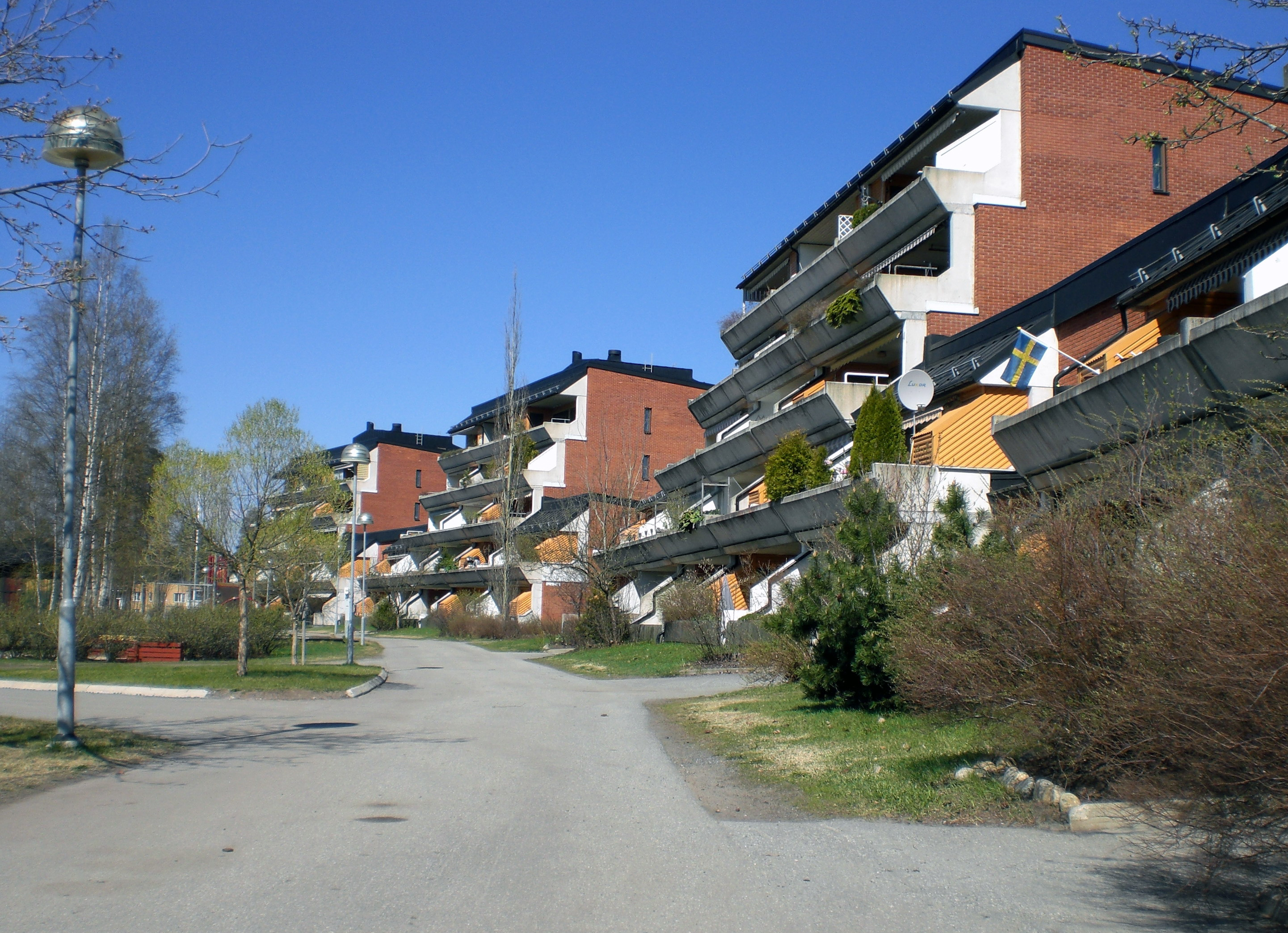
Terrassenhäuser in Ersboda

Ersboda ist ein Stadtteil von Umeå. Dieser liegt etwa sechs Kilometer nördlich des Stadtzentrums, kurz vor Ersmark. Der Stadtteil wurde in den 80er Jahren und Anfang der 90er Jahre erbaut und hat heute ungefähr 10.000 Einwohner. Aufgrund des hohen Anteils von Einwanderern, hatte er in den letzten Jahren mit einem schlechten Ansehen zu kämpfen gehabt. Man arbeitet hart daran, dieses zu verbessern.
Der Stolz des Stadtteils ist der örtliche Sportklub Ersboda SK, dessen Fußballmannschaft zurzeit in der Division 2 spielt und damit die zweitbeste Mannschaft in der Stadt hinter dem in der Superettan spielenden Umeå FC darstellt.
Koordinaten: 63° 51′ N, 20° 19′ O